# Pöllösaari (ö i Södra Savolax, S:t Michel, lat 61,54, long 28,38)
Pöllösaari är en ö i Finland. Den ligger i sjön Pihlajavesi och i kommunen Puumala i den ekonomiska regionen  S:t Michel och landskapet Södra Savolax, i den södra delen av landet, 240 km nordost om huvudstaden Helsingfors. Öns area är 4,5 hektar och dess största längd är 360 meter i nord-sydlig riktning.